# 민들레꽃도 봄이면 핀다
"민들레꽃도 봄이면 핀다"는 1963년 공개된 대한민국의 영화이다.

## 배역
- 김지미
- 조미령
- 김진규
- 허장강